# Claudette Werleigh
Claudette Werleigh (nacida el 26 de septiembre de 1946) es una política haitiana.

## Biografía
Claudette Werleigh estudió derecho y economía en los Estados Unidos, Suiza y Haití. De 1976 a 1987 fue secretaria general de la organización Caritas en su país. En 1990 se desempeñó como Ministra de Asuntos Sociales. En septiembre de 1993 fue designada Ministra de Asuntos Exteriores, ocupando el cargo hasta mayo de 1994. Volvió a ocupar el puesto entre noviembre de 1994 y noviembre de 1995. Fue primera ministra de Haití del 7 de noviembre de 1995 al 7 de febrero de 1996 bajo las presidencias de Jean-Bertrand Aristide y René Préval, siendo la primera mujer en ocupar dicho cargo en la historia de Haití.
Desde 2007, Werleigh ha sido secretaria general de Pax Christi International.